# Fernpassstraße
Die Fernpassstraße (B 179, bis 1999 B 314) ist eine Landesstraße im österreichischen Bundesland Tirol. Sie verbindet mit einer Länge von 49,4 km über den namensgebenden Fernpass das Inntal mit dem Außerfern.

## Verlauf
Die Fernpassstraße beginnt südlich von Nassereith als Fortsetzung der Mieminger Straße B 189, die einerseits von Telfs über das Mieminger Plateau und den Holzleitensattel, andererseits von Imst durch das Gurgltal heranführt. Sie steigt knapp 400 Höhenmeter zum Fernpass (1210 m ü. A.) an und führt dann hinunter ins  Ehrwalder Becken, das durch den Lermooser Tunnel am westlichen Rand passiert wird. Im Zwischentoren führt sie an Bichlbach und Heiterwang vorbei und erreicht durch die Ehrenberger Klause das Reuttener Becken und das Lechtal. Ab der Anschlussstelle Reutte-Süd ist sie als Autostraße kreuzungsfrei ausgebaut und verläuft parallel zum Lech. Im Grenztunnel Füssen unterquert sie den Falkensteinkamm und geht an der Staatsgrenze im Tunnel in die deutsche A 7 über.
Die Fernpassstraße ist Teil der wichtigen Verbindung von Ulm über Füssen und Imst nach Landeck und über den Reschenpass nach Italien. In der Urlaubsreisezeit ist sie deshalb stark belastet.

## Ausbau
Ursprünglich war geplant, die deutsche A 7 zur österreichischen Inntalautobahn A 12 zu verlängern. Da die Bevölkerung dagegen war, wurden diese Pläne aufgegeben. Um jedoch die durch den Durchgangsverkehr von der B 189 zur A 12 stark belasteten Gemeinden des Gurgltals und des Holzleitensattels zu entlasten, war eine direkte Verbindung zwischen dem Ende der B 179 in Nassereith und der Inntalautobahn bei Haiming durch den Tschirganttunnel geplant. Diese Pläne wurden Stand 2013 aus Kostengründen nicht weiter verfolgt. Im Zusammenhang mit dem Fernpasstunnel ist auch der Tschirganttunnel wieder im Gespräch.
Im Oktober 2007 wurde mit dem Bau der seit Jahren geplanten Umfahrung des Ortes Heiterwang begonnen, und am 27. Oktober 2010 wurde diese für den Verkehr freigegeben.
Seit 2010 ist die Strecke für Lkw über 7,5 Tonnen von Straßenkilometer 0 – der Kreuzung mit der B 189 – bis Kilometer 47,957 – der Abfahrt Reutte-Süd – gesperrt. Ausnahmen gelten für Lkw, deren Start- oder Zielort im grenznahen Raum liegt.
Seit 2016 konkretisieren sich die Planungen für den Fernpasstunnel. Der Bauantrag für den 1360 Meter langen Scheiteltunnel, der unter dem Fernpass hindurchführen soll und mit 100 Millionen Euro Kosten veranschlagt wird, sollte im März oder April 2018 in den Tiroler Landtag eingebracht werden.

## Benennung
Am 15. Mai 2002 wurde der Name vom Tiroler Landtag von Fernpass Straße in Fernpassstraße geändert.

## Galerie

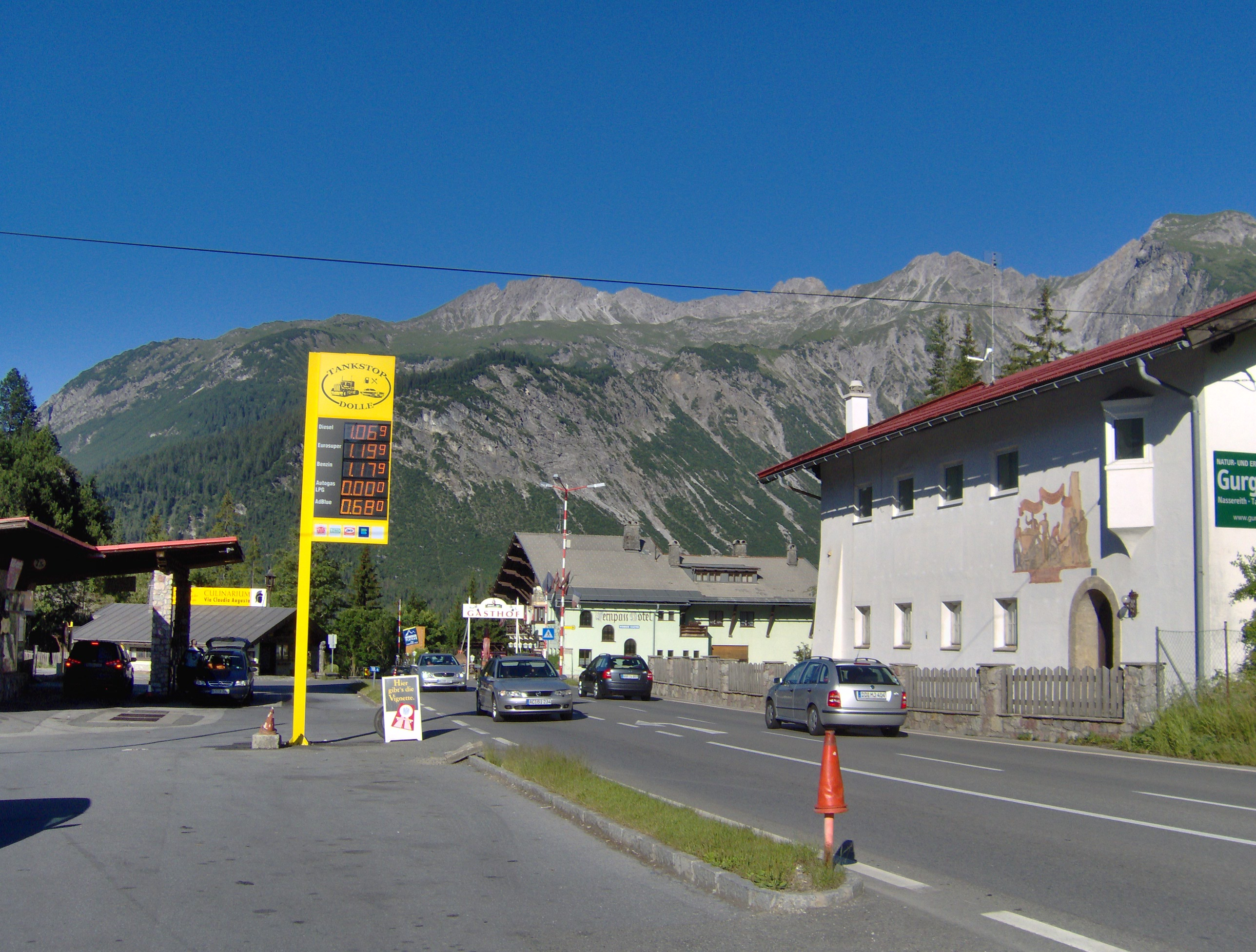
Am Fernpass nahe der Passhöhe
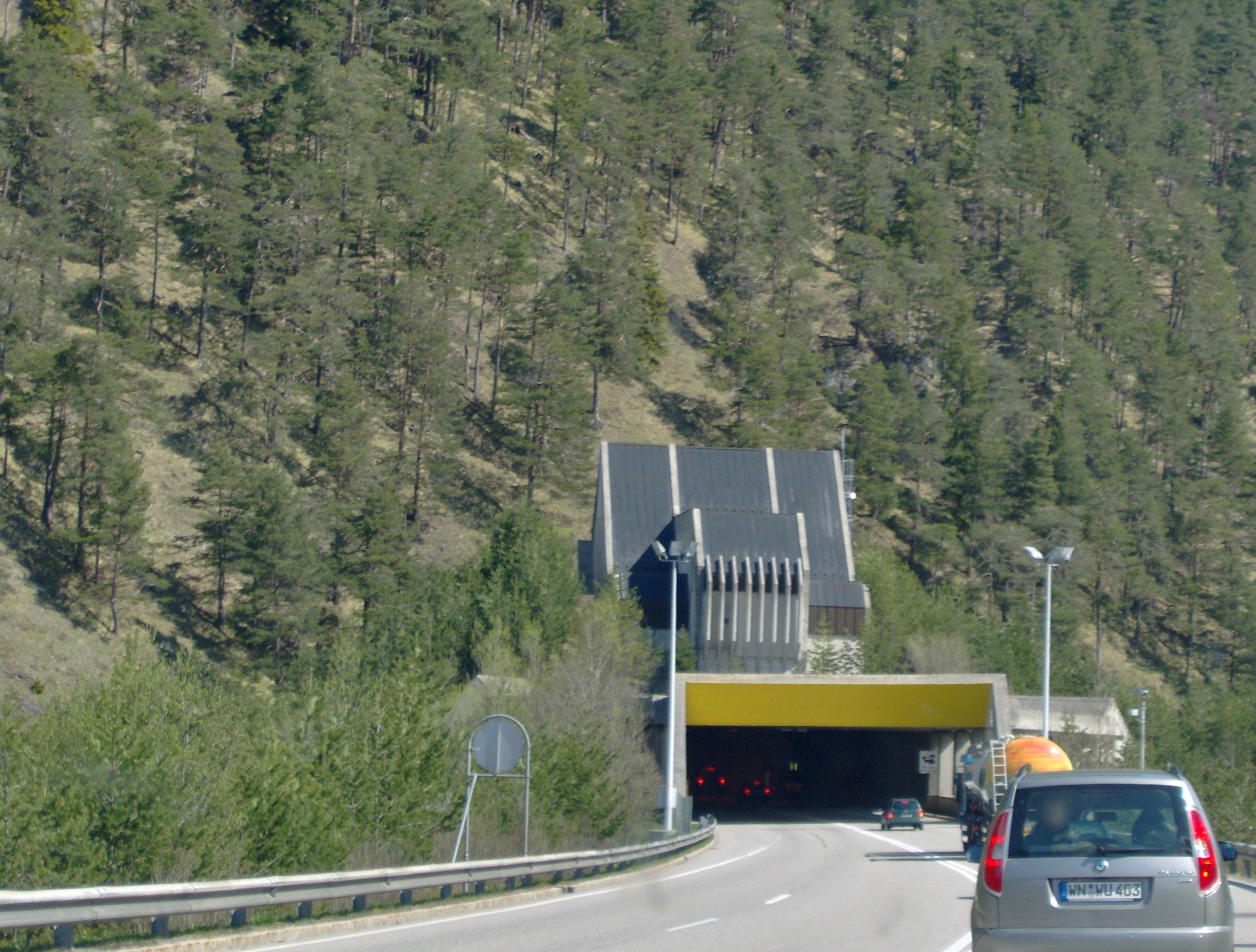
Südportal des Lermooser Tunnels
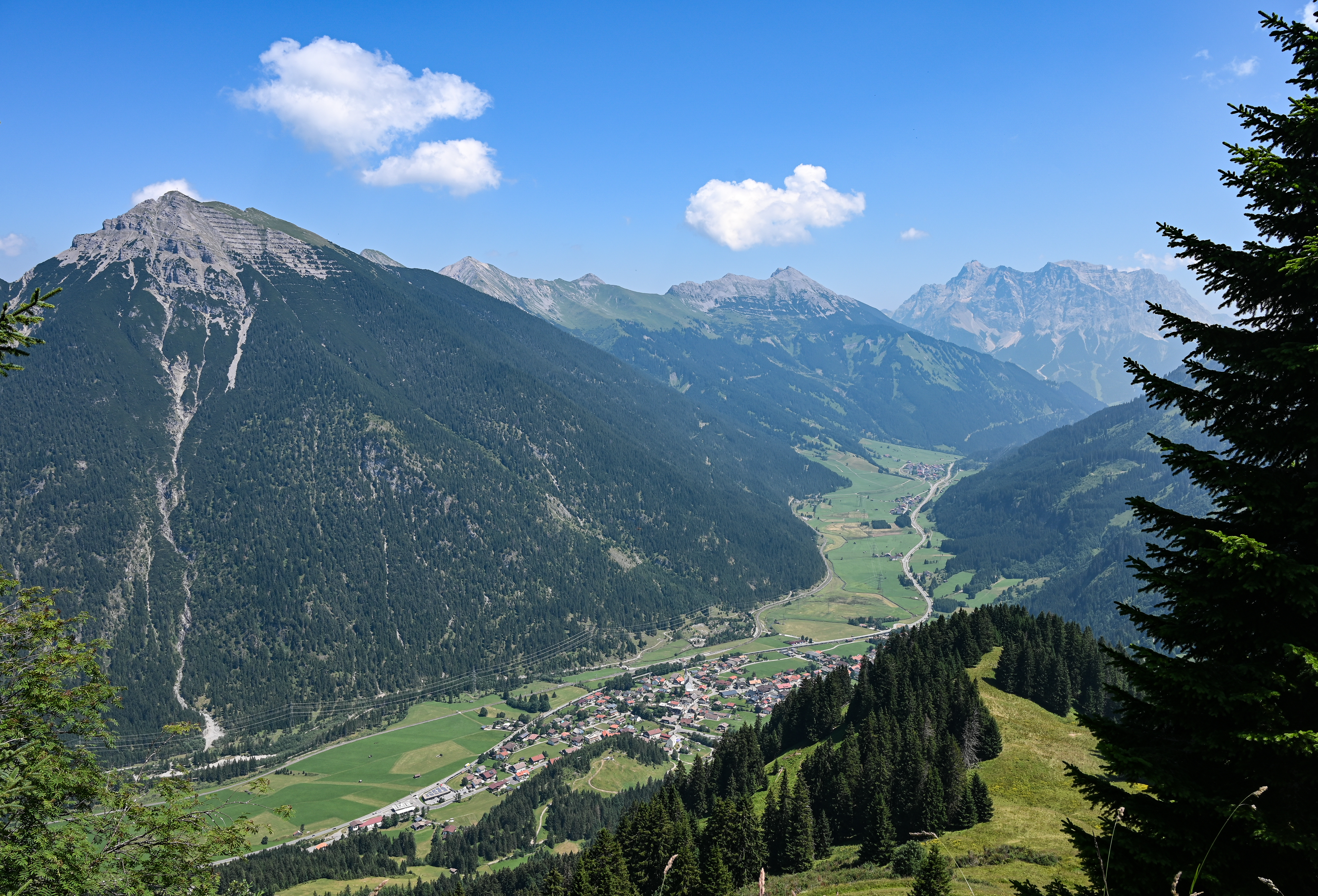
Verlauf der Fernpassstraße im Zwischentoren bei Bichlbach
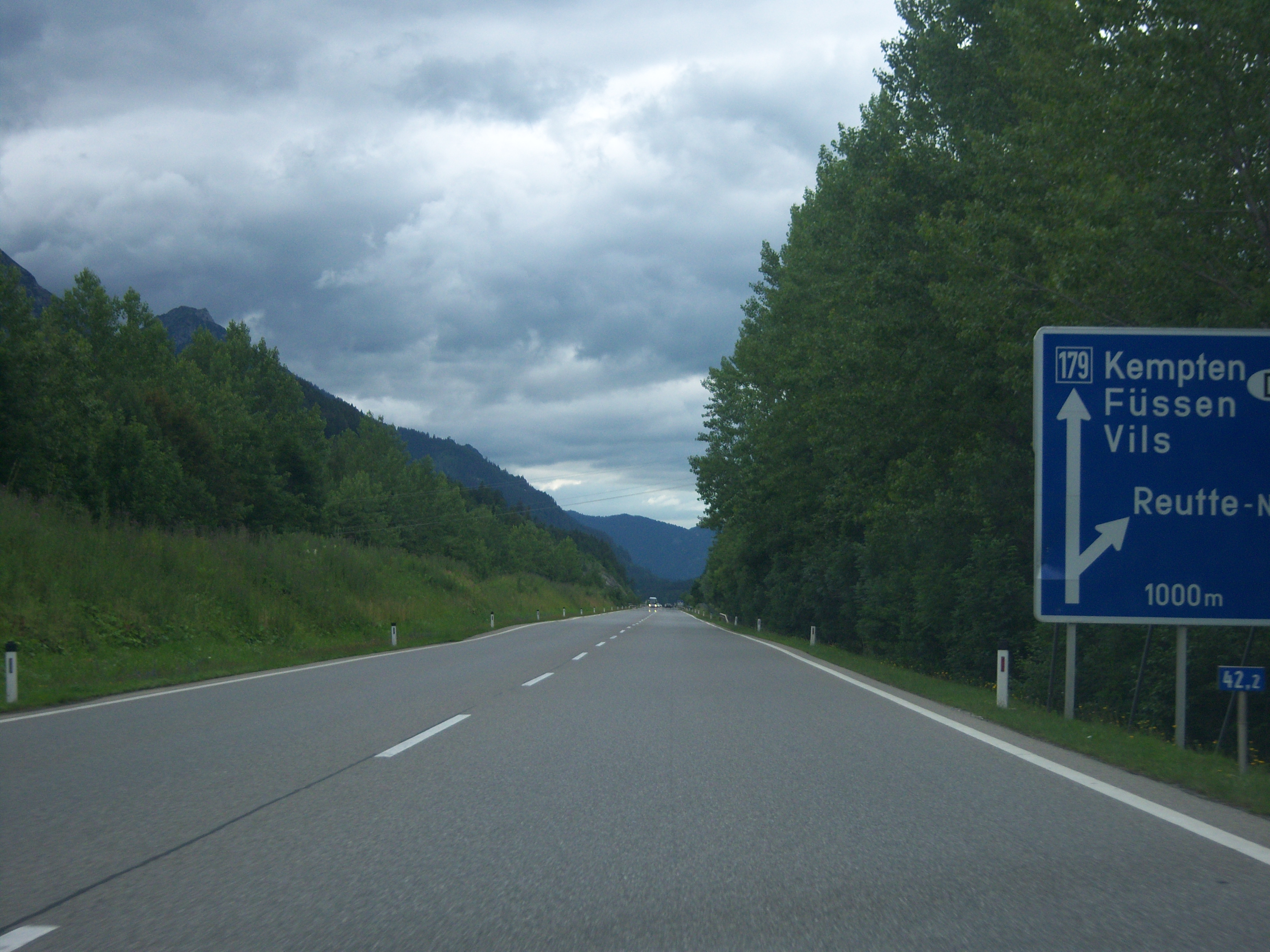
Verlauf bei Reutte
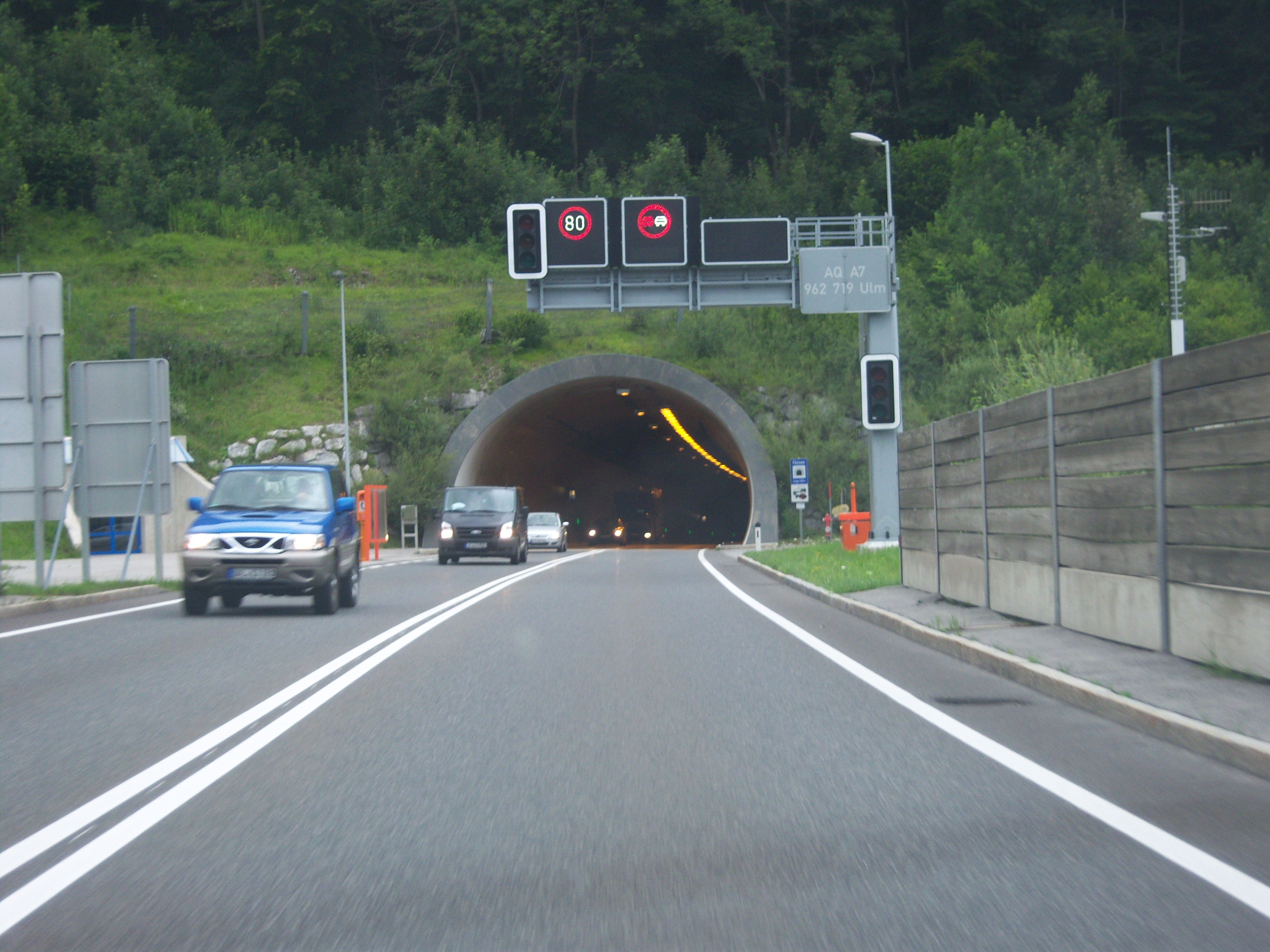
Südportal des Grenztunnels Füssen